# Ludo Janssens
Ludo Janssens (* 19. April 1942 in Antwerpen) ist ein ehemaliger belgischer Radrennfahrer.

## Sportliche Laufbahn
Janssens war im Straßenradsport und im Bahnradsport aktiv. 1961 und 1962 fuhr er als Unabhängiger, ab 1963 als Berufsfahrer. Er blieb bis 1965 als Radprofi aktiv. 1961 siegte er bei Brüssel–Lüttich und im Druivenkoers Overijse, 1962 im Flèche brabançonne und im Nationale Sluitingsprijs vor Gustaaf Desmet, 1963 im Grote Prijs Beeckman-De Caluwé, 1965 im Grand Prix de Denain. 1963 wurde er Zweiter im Omloop Het Nieuwsblad hinter René Van Meenen, 1964 Zweiter im Coupe Sels. Dritte Plätze holte er 1963 in der Tour du Condroz und der Limburg-Rundfahrt. 
In der Tour de France 1963 wurde er 39., im Giro d’Italia 1963 schied er aus. Auf der Bahn wurde er 1965 Vize-Meister im Omnium hinter Patrick Sercu.